# Zrinjevac

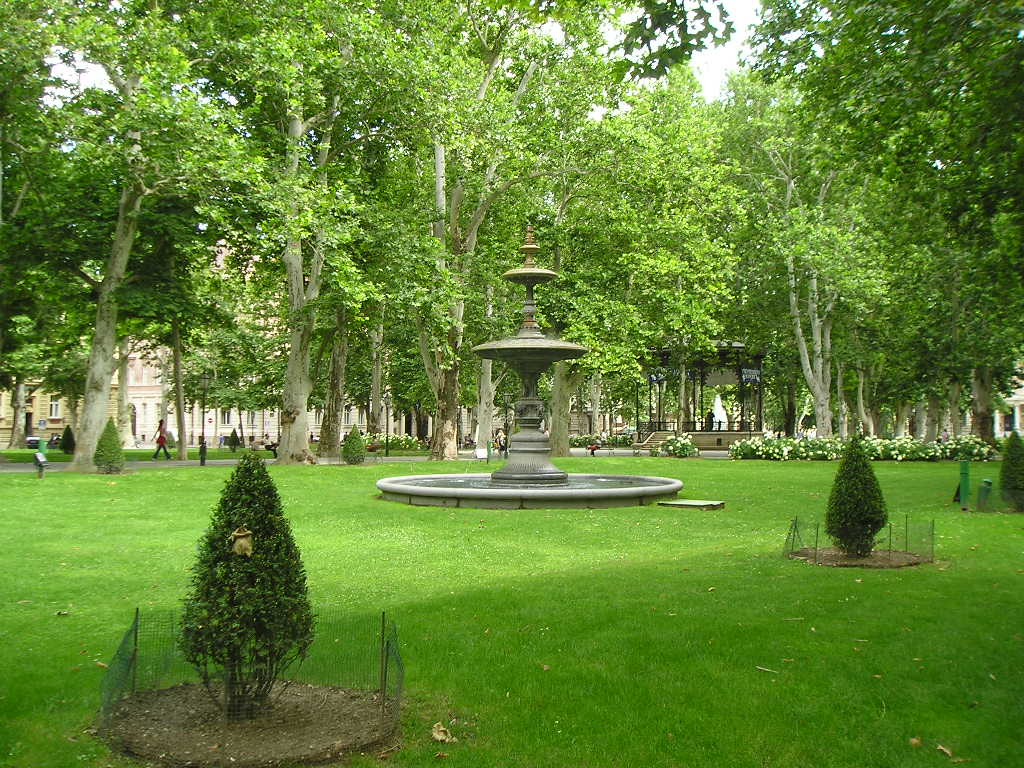
Zrinjevac

Zrinjevac (także: Trg Nikole Šubića Zrinskog) – jeden z reprezentacyjnych placów-parków, tworzących tzw. zieloną podkowę wokół centrum Zagrzebia, w dzielnicy Donji Grad (wśród siedmiu jej elementów jest np. Ogród Botaniczny). Zajmuje powierzchnię 12 540 m².
W północnej części stoi słup ze stacją meteorologiczną wzniesiony w 1884, jako dar lekarza wojskowego dra Adolfa Holzera. Południową część Zrinjevaca zdobią popiersia zasłużonych dla Chorwacji osób: Julija Klovicia, Andrija Medulića, Fran Krsto Frankopana, Nikoli Jurišicia, Ivana Kukuljevića Sakcinskiego i Ivana Mažuranicia. W środku założenia stoi pawilon muzyczny z 1891.
W otoczeniu Zrinjevaca znajdują się ważne instytucje, m.in. Chorwacka Akademia Nauki i Sztuki, Muzeum Archeologiczne, Sąd Najwyższy, Sąd Okręgowy oraz Ministerstwo Spraw Zagranicznych i Integracji Europejskiej. W pobliżu stoi też dom, w którym pracował Eduard Slavoljub Penkala – twórca pierwszego chorwackiego samolotu (wisi tam stosowna tablica pamiątkowa).